# Jolly Jam
Jolly Jam este un joc video dezvoltat de Magic Travern și publicat de Rovio Stars.